# Cal Gavatx (Boadella i les Escaules)
Cal Gavatx és una casa de Boadella i les Escaules (Alt Empordà) inclosa a l'Inventari del Patrimoni Arquitectònic de Catalunya. Situat dins del nucli urbà de la població de Boadella, a l'extrem nord-est del nucli antic de la vila, delimitat entre els carrers Processó i Sant Gaietà.

## Descripció
Edifici entre mitgeres de planta rectangular amb la coberta de teula de dues vessants i distribuït en planta baixa i dos pisos. La façana orientada al carrer Processó presenta un portal d'arc de mig punt adovellat, amb els brancals bastits amb carreus de pedra ben desbastats. Les finestres dels pisos superiors són totes rectangulars i han estat reformades modernament. Caldria destacar l'ampit motllurat de grans dimensions situat a la finestra de damunt del portal. Un altre element especial de l'edifici és el ràfec de la teulada, format per dues fileres de rajoles i una de teula àrab intercalada, decorat amb triangles vermells sobre fons blanc i temes vegetals i geomètrics. Hi ha la següent inscripció: "PERA MERCADE ME HA FES BUY DIA 5 OCH. 1773 ABE MARIA PURISIMA PEC SIN CONCEBIDA".
La construcció és bastida amb pedra de diverses mides sense treballar, lligada amb abundant morter de calç.

## Història
Boadella era un reduït grup de masies escampades fins que, entre els segles X-XI es va edificar el castell de Boadella. A poc a poc va convertir-se en un catalitzador de la població dels masos que cercava la protecció que oferia la fortificació. D'aquesta forma es va convertir en l'origen primitiu del nucli urbà de Boadella.
Durant els segles XV-XVI es van aixecar les primeres cases de pedra al nucli urbà (actuals carrers del Portal, de la Processó, etc.) al costat dels castell i de la seva capella dedicada a Santa Cecília, juntament amb el cementiri.
Entre els segles XVII-XVIII, a conseqüència de la prosperitat que va donar el cultiu de la vinya i l'olivera, la població va augmentar. En aquest context de bonança, les famílies enriquides van reformar o van aixecar de nou grans cases al nucli antic. Aquesta casa, concretament, coneguda com a cal Gavatx, presenta al ràfec la data 1773 corresponent a l'any de construcció o potser d'una reforma de la teulada.